# Liste der Bischöfe von Oloron
Die folgenden Personen waren Bischöfe von Oloron (Frankreich):
- um 506: Heiliger Grat
- um 551: Agustius (?)
- um 573 bis um 585: Lezer
- um 653: Abientius
- um 659: Zozime
- um 661: Tructémonde
- um 668: Arcontius
- um 850: Gérard
- um 977: Gombaud
- um 992: Arsius Raca
- 1033–1050: Raymond I. le Vieux (auch Bischof von Bayonne und Lescar)
- 1060–1078: Etienne de Mauléon
- 1078–1083: Amat
- 1083–1101: Odon de Bénac
- 1102–1114: Roger I. de Sentes
- 1114–1135: Arnaud I. d’Araux
- 1135–1168: Arnaud II. d’Izeste
- 1169–1195: Bernard I. de Sadirac
- 1196–1216: Bernard II. de Morlane
- um 1225: Bernard III.
- 1228–1241: Guillaume I. de Castanet
- 1242–1254: Pierre I. de Gavarret
- um 1255: Guillaume II. de Gaujac
- 1256–1259: Roger II.
- 1260–1283: Compaing
- 1284–1288: Bernard IV. de La Mothe
- 1289–1308: Guillard de Leduix (oder Gérard I. de Leduix)
- um 1308: Pierre-Raymond de Monein
- 1309–1322: Guillaume-Arnaud I.
- 1323–1341: Arnaud III. de Valensun
- 1342–1347: Bernard V. d’En Julia
- 1348–1370: Pierre II. d’Estiron
- 1371–1395: Guillaume III. d’Assat
- um 1396: Armand-Guilhem de Bury (von Avignon ernannt)
- Pierre Laforgue (?) (von Avignon ernannt)
- um 1404: Sance I. Muller (von Avignon ernannt)
- um 1396: Ogier Vilesongnes (?) (von Rom ernannt)
- um 1404: Pierre III. de Montbrun (von Rom ernannter Administrator)
- um 1412–1417: Pierre IV. Salet (von Rom ernannt)
- 1417–1421: Pierre IV. Salet (Aufhebung des Schismas)
- 1422–1426: Guicharnaud (oder Guillaume-Arnaud II.)
- 1426–1434: Guiraux d’Araux (oder Gérard II. d’Araux)
- 1435–1450: Arnaud-Raymond I. d’Espagne
- 1450–1465: Garsias I. de Faudoas
- 1466–1475: Garsias II. de La Mothe
- 1475–1491: Sance II. de Casenave
- 1494–1499: Jean I. de Pardailhan
- 1507–1519: Arnaud-Raymond II. de Béon (Kardinal Amanieu d’Albret, Administrator)
- um 1520: Kardinal Jean II. Salviati
- 1521–1534: Jacques de Foix
- 1539–1555: Gérard III. Roussel
- 1550–1580: Claude Orégon
- 1599–1623: Arnaud IV. de Maytie
- 1623–1646: Arnaud V. de Maytie
- 1647: Louis de Bassompierre
- 1648–1652: Pierre V. de Gassion
- 1653–1658: Jean III. de Miossens-Sansons
- 1661–1682?: Arnaud-François de Maytie
- 1682–1704: Charles de Salettes
- 1704: Antoine de Maigny
- 1705–1735: Joseph de Révol
- 1735–1742: Jean-François de Montillet
- 1742–1783: François de Révol
- 1783–1790: Jean-Baptiste-Auguste de Villoutreix
- 26. April 1791 bis 1793: Barthélémy-Jean-Baptiste Sanadon